# Thomas Smith Webb
Thomas Smith Webb (30 de outubro de 1771 – 6 de julho de 1819) foi o autor de "O Monitor dos Franco-Maçons, ou: Ilustrações da Maçonaria", um livro que teve um impacto significativo sobre o desenvolvimento do Ritual Maçônico nos Estados Unidos da América, e, especialmente, do Rito de York. Webb tem sido chamado de o "Pai Fundador do Rito de York " por seus esforços para promover os seus corpos Maçônicos.

## Biografia
Webb nasceu em Boston, Massachusetts. Na idade de dezesseis anos, ele foi aprendiz de uma gráfica em Boston, se mudando depois para Keene, New Hampshire, onde trabalhou por algum tempo em seu ofício. Nesta cidade se iniciou na Maçonaria, recebendo os três graus na Loja "Rising Sun". Em 1793, ele mudou-se para Albany, Nova Iorque e abriu uma tinturaria de papel. Em 14 de setembro de 1797, como aparece a partir dos direitos de autor, publicou "O Monitor dos Franco-Maçons, ou: Ilustrações da Maçonaria". Este pequeno volume, que agora é extremamente raro, e que consistia de duas partes, a segunda parte contém um relato dos "Graus Inefáveis da Maçonaria", juntamente com várias músicas maçônicas de sua autoria. A publicação deste trabalho foi seguido sucessivamente ampliada e melhorada edições 1802, 1805, 1808, 1816, 1818, e por numerosas edições após o falecimento do autor.
Thomas Smith Webb presidiu a Convenção de Boston, em outubro, 1797, para a formação de um Grande Capítulo Geral de Maçons do real Arco, e em uma reunião na cidade de Providence, em janeiro de 1799, ele apresentou, como presidente de uma comissão, de uma constituição que foi aprovada. A formação do "Grande Acampamento" de Cavaleiros Templários dos Estados Unidos foi o resultado do seu trabalho maçônico. O projeto original da constituição, com todas as alterações, adições e entrelinhas em sua própria caligrafia, está agora no arquivo entre os arquivos da Comanderia de São João em Providence, Rhode Island. Em 1799, ele se mudou com sua família para a cidade de Providence, onde ele passou a maior parte de seus anos restantes.
Sua obra musical realizações foram consideráveis, e ele foi o primeiro presidente da Psallonian Society, uma organização para a melhoria de seus membros na sagrada melodia. Em 1815, tendo mudado a sua residência para Boston, ele instituiu, em conexão com outros, a Handel and Haydn Society, da qual ele foi o primeiro presidente.
Ele também serviu como o primeiro Grande Comandante do que é hoje o Grande Comanderia da Ordem dos Templários de Massachusetts e Rhode Island, e Grão-Mestre da Grande Loja de Rhode Island, entre 1813 e 14.